# 鬼頭
鬼頭乃廣東人的慣用語，鬼字借指非（華）人，尤指西人；頭是頭目的意思。從前於香港警察隊內流行，指非華裔的警官。由此引伸，鬼頭仔指能夠以英語直接與洋人警官溝通（或者打小報告）的華人人員或線人等。

## 起源
鬼頭原本是文雅的稱呼，指向魁斗（亦即鍾馗），相傳這位鬼王是魁星托世，坊間多用魁星擘斗來形容鍾馗。魁星是二十八星宿之北斗七星中形成斗形的四顆星，亦有說為斗柄最遠的一顆星。列西面白虎七宿的第一宿，古人說是主管文學之星，於是魁星被描繪成藍面赤髮鬼，立於鰲頭之上，預意為鬼的頭領。魁字由鬼字和斗字合成、拆字為鬼斗（頭），因而得名。